# Saly Noémi
Saly Noémi (Budapest, 1956. június 7. –) irodalom- és Budapest-történész, helytörténeti írások szerzője, rádió- és tévéműsorok gyakori és népszerű szereplője, a Nagy Budapest Törzsasztal egyik alapítója.

## Munkássága
1974-ben érettségizett a budapesti Szilágyi Erzsébet Gimnáziumban. 1980-ban magyar–francia szakos tanári diplomát szerzett a szegedi József Attila Tudományegyetemen, 1984-ben ugyanott francia irodalomból doktorált. Tanári pályáját a budapesti Dózsa György Gimnáziumban kezdte, majd kilenc évig volt a SOTE Markusovszky Lajos Kollégiumának igazgatóhelyettese, végül tizenkét évig a Szegedi Tudományegyetemen tanított 19. és 20. századi francia irodalmat. Ezekben az években tucatnyi francia társadalomtudományi és vallástörténeti tárgyú könyvet fordított magyarra (lásd lejjebb).
1990-ben alapító tagja volt a Soroptimist International Budapest klubnak, 1996 és 2009 között a Magyar Kávéház Alapítvány elnöke, 2004-től 2020-ig az újraindított Budapest folyóirat olvasószerkesztője volt. Legfontosabb kutatási témája az 1990-es évek közepe óta a kávéháztörténet – ahogy ő maga meghatározza: „a régi budapesti élet elbűvölő esszenciája”. 
2005-től a Magyar Kereskedelmi és Vendéglátóipari Múzeumban dolgozott, 2020-ban nyugalomba vonult. Azóta a város- és kávéháztörténet mellett egyre inkább gasztronómiatörténettel, régi magyar szakácskönyvekkel foglalkozik.

## Családja
Dédapja és nagyapja (idősebb és ifjabb Francsek Imre) építész; édesanyja Francsek Ilona, apja idősebb dr. Saly Géza (1913–1958) rádiós szerkesztő, újságíró és haditudósító. Esküvőjük 1944-ben volt Budapesten. Bátyja, ifjabb Saly Géza (1945–1991) a Nimród vadászlap szerkesztője volt.
Rokoni kapcsolatban áll Saly Németh László festőművésszel; unokatestvére Szabó Ákos festőművész (Normandia), Szabó Kinga keramikusművész (Budapest), unokahúgai és -öccsei közül a híresebbek: Sárosdy Eszter televíziós újságíró, Schnöller Szabina operaénekes, Szentgyörgyi Rómeó aerobic világbajnok, Vizi Balázs nemzetközi jogász.

## Díjai
- Podmaniczky-díj, 2005
- Zolnay László Pest-Buda-díj, 2005[6]
- a Kultúraközvetítők Társaságának Fehér Rózsa-díja, 2006[7]
- Budapestért-díj, 2008[8]
- A Magyar Zsidó Kultúráért, 2023[9]
- Ráday Mihály-díj, 2023[10]
- MKVM emlékérem 2023[11]

## Művei

### Önálló kötetek
- A Virág Benedek-ház (Tabáni füzetek 1.) Bodor Imrével. 50 o. Tabán Társaság, Budapest, 2004
- Pesti csodabogarak; Ab Ovo, Budapest, 2005
- Törzskávéházamból zenés kávéházba. Séta a budapesti körutakon. [A Népszabadságban 2002 márciusától 2005 márciusáig megjelent cikksorozat egybegyűjtve.] Osiris Kiadó, Budapest, 2005, második kiadás 2019
- Nagypapához utazunk. Az I. kerület régi képeslapokon. Márai Sándor Kulturális Alapítvány, Budapest, 2011 (társszerkesztő: Fehér Ferenc)
- A Tangókirály. Kalmár Pál regényes élete; 29S Műhely, Budapest, 2012 + CD
- Semmiből is finomat. Nagy titkok és apró trükkök. 100 régi-új recept; képvál. Rédey Judit; Libri, Budapest, 2013 (Régi idők konyhája)
- „Nekem soha nem volt otthonom…”. Krúdy Gyula budapesti életének színterei. [Az azonos című kiállítás katalógusa.] Magyar Kereskedelmi és Vendéglátóipari Múzeum, Budapest, 2013
- A 110 éves Mátyás Pince. A vendéglő és a Magyar Kereskedelmi és Vendéglátóipari Múzeum közös kiadványa, Budapest, 2014, 40 o.
- Példabeszédek; Ab Ovo, Budapest, 2015
- Spájz. (85 lekvár, savanyúság és más efféle.) Sebestyén László fotóival. Magyar Konyha Magazin, Budapest, 2017
- Szerzetesek asztalánál. (Az azonos című kiállítás kötete), Magyar Kereskedelmi és Vendéglátóipari Múzeum, Budapest, 2017
- At the Monks' Table. (a fenti kötet angol változata, fordította Szabó-Ábrányi Béla) Magyar Kereskedelmi és Vendéglátóipari Múzeum, Budapest, 2017
- Az Ínyesmester. Magyar Elek emlékezete. (Az azonos című kiállítás kötetkéje), Magyar Kereskedelmi és Vendéglátóipari Múzeum, Budapest, 2018, 32 o.
- Gellért 100. Magyar Kereskedelmi és Vendéglátóipari Múzeum, Budapest, 2018, 192 o. (angolul is)
- Törzskávéházamból zenés kávéházba. Séta a budapesti körutakon; 2. jav. kiad.; Osiris Kiadó, Budapest, 2019
- Micsoda népek… (A Döbrentei utca 8. története 1895-től 1947-ig) Ab Ovo, Budapest, 2019
- Hatszáz tojás, egy se görbe. Molnár Julia szakátskönyve, 1854. Ab Ovo, Budapest, 2020
- Ha túléljük ezt a marhaságot (esszék, kisprózák) Ab Ovo, Budapest, 2021
- Kalán lisztel stábold bé. Szerecsek Anna szakácskönyve, Vajdahunyad, 1848 körül. Ab Ovo, Budapest, 2021
- Semmiből is finomat. 2. javított, bővített kiadás. Ab Ovo, Budapest, 2023
- Grand 150. A Margitszigeti Nagyszálló másfél évszázada. Ab Ovo, Budapest, 2023 (angolul is)
- Példabeszédek és A Macska történetei. Ab Ovo, Budapest, 2023
- Az én Budám. Ab Ovo, Budapest, 2024
- Az én Pestem. Ab Ovo, Budapest, 2024
- Se nem Buda, se nem Pest – de nem kevés evés. Ab Ovo, Budapest, 2025

### Szerkesztés
- Nyelvmentés vagy nyelvárulás? Vita a határon túli magyar nyelvhasználatról. Kontra Miklóssal. Osiris, Budapest, 1998
- Mihálynapi köszöntő. Írások Ilia Mihály 65. születésnapjára, Szegedi Tudományegyetem Bölcsészettudományi Kar, Budapest–Szeged, 2000
- Budapest Nagykávéház. Az Ernst múzeum kiállításának tanulmánykötet-katalógusa. Ernst Múzeum, Budapest, 2001
- Élet a régi Magyarországon (Gyurgyák Jánossal és Környei Anikóval). Osiris, Budapest, 2004
- Café?! – Változatok és változások. A Magyar Kereskedelmi és Vendéglátóipari Múzeum kiállításának katalógusa, Budapest, 2007
- Balla Vilmos: A Kávéforrás (szerkesztés, jegyzetek és utószó) Szó Kiadó, Budapest, 2008
- A fekete leves – a kávéfőzés története A Magyar Kereskedelmi és Vendéglátóipari Múzeum kiállításának katalógusa, Budapest, 2010 (szerzők: Fazekas Éva, Kimmel József, Saly Noémi, Vámos Éva)
- A régi pesti városfal mentén. Budapesti kultúrtörténeti séták II., Fekete Sas Kiadó, Budapest, 2011 (szerzők: Csontó Sándor, Götz Eszter, Holló Szilvia Andrea, Zádor Judit) Második, javított, bővített kiadás 2013
- Glück Frigyes–Stadler Károly: Az ínyesmesterség könyve. Kortárs Kiadó, Budapest, 2013 (szerkesztés, jegyzetek, előszó)
- Hevesi Lajos: Karcképek az ország városából. Kortárs Kiadó, Budapest, 2015 (szerkesztés, jegyzetek, utószó)
- Gellérthegy. Budapesti kultúrtörténeti séták III., Fekete Sas Kiadó, Budapest, 2017; második, javított kiadás 2018
- Körner András: Költők a kabaréban. Pesti kabarédalok a 20. század elején; Corvina, Budapest, 2019
- Margitsziget. Budapesti kultúrtörténeti séták IV., Fekete Sas Kiadó, Budapest, 2020
- Körner András: Jó lesz a bólesz – Magyar zsidó gasztrotörténeti tanulmányok. Magyar Kereskedelmi és Vendéglátóipari Múzeum, Budapest, 2021
- Szuhay Barbara: Mesélő házak. Fekete Sas Kiadó, Budapest, 2022
- Nagy Ferenc Károlyné–Toókos János OSB: Bakonybélszín. Ünnepi receptek a monostori konyháról. Monostorkosságok I. Szent Mauríciusz Monostor–Ab Ovo Kiadó, Bakonybél–Budapest, 2022
- Ferencesek főztje. Szakácskönyv Csíksomlyóról az 1690-es évekből. (Gyarmati Zsolttal) Csíkszereda Kiadóhivatal – Tortoma Könyvkiadó, Barót, 2022. Román nyelven Dósa Andrei fordításában:
- Mâncarea franciscanilor – O carte de bucate din Șumuleu Ciuc din anii 1690. Csíkszereda, 2023
- Nagy Ferenc Károlyné–Toókos János OSB: Bakonybéles. Böjtös receptek a monostori konyháról. Monostor(o)kosságok II. Szent Mauríciusz Monostor–Ab Ovo Kiadó, Bakonybél–Budapest, 2023
- Radó Dezső: Fenyegetett Budapest. (Szerkesztés, jegyzetek, bibliográfia) Városháza Kiadó, Budapest, 2023
- Tabán – Naphegy.  Budapesti kultúrtörténeti séták V., Fekete Sas Kiadó, Budapest, 2025

### Cikkek, tanulmányok, könyvfejezetek
- A Krisztinaváros és a Philadelphia. Budapesti Negyed, 1996. 3–4. 215–242. https://archive.today/20050118222914/http://www.bparchiv.hu/magyar/kiadvany/bpn/12_13/phila.html
- A Puella Classica. Egy századvégi „írónő” hányattatásai és színeváltozásai. Replika, 35. 1999. április, 89–104. https://web.archive.org/web/20070728060652/http://www.replika.hu/pdf/35/35-06.pdf
- Elillant szeszek. Ex-Symposion 25. (Emlék/szesz), 1999, 43–52. https://web.archive.org/web/20050220145905/http://www.exsymposion.hu/cikk/1174/0
- Kísérőszöveg a Nemzeti Múzeum Magyar Nemzeti Fényképtára millenniumi cd-romjának kávéházi tárgyú képeihez. 1999
- „Kofi Hazban kofit ittam”. A kávézással barátkozó magyarok Nyugat-Európában és idehaza a 17–18. században. Mihálynapi köszöntő. Írások Ilia Mihály születésnapjára. Szeged–Budapest, 2000, Szegedi Tudományegyetem Bölcsészettudományi Kar, 251–264.
- A világosság itala. Országépítő, 2000. 3. 40–45. (Hegyi Imre interjúja. A Kossuth Rádió Névjegy c. műsorában 2000. július 9-én elhangzott beszélgetés szerkesztett szövege)
- Budapest – a kávéház ébredése. Új Atlantisz felé. Tanulmánykötet a Magyar Köztársaság Nemzeti Kulturális Öröksége Minisztériumának kiállításához. 7. Velencei Építészeti Biennálé, Velence, 2000, 160–164. (angol nyelven is)
- A kávéház a budapesti városszerkezetben. Városok és műhelyek a századfordulón. Nemzetközi konferencia kötete, Építéstudományi Intézet. Budapest, 2000, 25–29.
- „Én egy nemzetalkotó elem vagyok, fiam”. Városépítők egy budapesti polgárcsaládban. Városok és műhelyek a századfordulón. Építéstudományi Intézet, Budapest, 2000, 48–52. Utánközlése: Országépítő, 2000. 4. 23–25.
- A pesti kávéházak „őskora”. Budapest Nagykávéház (az Ernst Múzeum kiállítását kísérő tanulmánykötet) Ernst Múzeum, Budapest, 2001, 9–31.
- „Itt élt és halt, mert másképpen nem lehetett.” Krúdy és a pesti kávéház. Budapesti Negyed, 2001. 4. 81–110. http://epa.oszk.hu/00000/00003/00026/saly.html
- A „hátország” kávéházai. Új Magyar Építőművészet, Utóirat. 2002. 6. 49–55.
- Pörköltestély, csodaszamár. Vendéglősök és vendéglők a 20. század küszöbén. Kispesti Krónika, 2004. 1. 23–34.
- „Kávéház, hadd nyissam ki az ajtód…” A Newyork és helye a budapesti kávéháztörténetben. Előadás a Várostudás Kollégium sorozatában. https://web.archive.org/web/20070928235901/http://www.varostudas.hu/eloadasok/eloadas002/index
- „Ide minden rangú ember és mindkét nem eljöhet…” A pesti kávéház mint a társasélet színtere. Budapesti Negyed, 2004. tél, 39–66. https://web.archive.org/web/20070701011103/http://www.bparchiv.hu/magyar/kiadvany/bpn/46/saly.html
- Arendando Diversorio Limitaneo Üllőiensi… Régmúlt-beli kalandozások a Határcsárda körül. Kispesti Krónika 2005. 4. 32–40.
- Apróságok Krúdy Gyula régiségkereskedő úr bódéjából Könyvjelző 2005. november. https://web.archive.org/web/20131215225242/http://www.alexandrakonyveshaz.hu/index.php?mod=konyvjelzo"
- „A mi hazánk egy kerek asztal…” Buzinkay Géza szerk.: A magyar újságíró múltja és jelene. Az Eszterházy Károly Főiskola tudományos közleményei (Új sorozat 33. köt.), 53−60. http://publikacio.uni-eszterhazy.hu/4405/
- „A' Kávés ház előtt minden estve muzsika tartatik” (Buda kávéházairól). Napút 2006. április. https://epa.oszk.hu/03900/03995/00013/pdf/EPA03995_naput_2006_03_007-070.pdf#page=37
- „Jean becsukta az ablakokat”. A Nyugat és a „nyugatosok” kávéházai. Múlt és Jövő, 2008/4., http://www.multesjovo.hu/hu/aitdownloadablefiles/download/aitfile/aitfile_id/194/ Archiválva 2016. március 6-i dátummal a Wayback Machine-ben
- Két vendégszerető magyar úr. Kortárs 2013. 11. 44–57. https://web.archive.org/web/20141006082719/http://www.kortarsonline.hu/2013/11/arch-ket-vendegszereto-magyar-ur/19180
- Vendéglátás. Granasztói Péter et al.: Élet a régi Városligetben. Magyar Múzsa Könyvek, Kecskemét, 2013, 115–122.
- A Margitsziget vendéglátása. In Jaksics György szerk.: Üdvözlet Szent Margit szigetéről. Magánkiadás, 2014, Budapest, 123−169.
- Mit ültök a kávéházban? (Írók, irodalom, szerkesztőségek az előző századforduló Budapestjének kávés világában). Biró Annamária – Boka László szerk.: Értelmiségi karriertörténetek, kapcsolathálók, írócsoportosulások. Partium Kiadó, Nagyvárad–Budapest, 2014, 213−230.
- A keszthelyi Festetics-kastély étkezési kultúrájáról, 1880−1930. Virág Zsolt szerk.: Keszthelyi Festetics-Kastély, Helikon Kastélymúzeum. Várkastély Kiadó, Keszthely, 2015, 175−215.
- A Balta és a Fehér Galamb – morzsák a várbeli vendéglátás történetéből. Buzinkay Géza szerk.: Budavári emlékek és emlékezések: A Budavári Várbarátok Köre 50 éves emlékkönyve 1966–2016. Várbarátok köre, Budapest, 2016, 238–253.
- Tarján Vili asztalánál, avagy mit mesél egy vendégkönyv? Török Róbert szerk.: MKVM 50. A Magyar Kereskedelmi és Vendéglátóipari Múzeum jubileumi évkönyve. MKVM, Budapest, 2017, 101−112.
- Sanghay Budán békében és bajokban. Fajcsák Györgyi – Kelényi Béla szerk.: Sanghay Shanghai. Párhuzamos eltérések Kelet és Nyugat között. Hopp Ferenc Ázsiai Művészeti Múzeum, Budapest, 2017, 305–319.
- Kolozsvár kávéház, Budapest. Korunk, 2018. 08., 4–16.
- Zsófi és a vízleves. Az első eredeti magyar szakácskönyv rejtélye. Múlt-Kor, 2019 tavasz, 124–127.
- Ki tálalt tarhonyát a sziámi királynak? A kisbéri menü. Múlt-Kor, 2019 nyár, 188–190.
- Mahler és Puccini muskátlis kávéja. A Drechsler-palota különc asztaltársasága. Múlt-Kor, 2019 ősz, 124–126.
- Pásztorbográcsból fejedelmi tyúkfi mellé való. A tarhonya diadalmas útja a magyar tanyákról a császári nagyvezérkarig. Múlt-Kor, 2019 tél, 124–126.
- Kinek is a zakuszkája? Cserna Szabó András szerk.: Kövi Pál: Erdélyi lakoma újratöltve. Helikon, Budapest, 2019. 85−97.
- A pogácsa meg ami mögötte van. Pannonhalmi Szemle 2020. 1., 30−38. http://www.phszemle.hu/
- Mit evett Petőfi Vajdahunyad várában? Múlt-Kor, 2020 tavasz, 124–126.
- Erdélyi fatányéros orosz jazzel. A budapesti vendéglátás gyöngyszemei a húszas-harmincas években. Múlt-Kor, 2020 nyár, 188–190.
- Álom a föld mélyén. Titokzatos óriáshordók Pest-Budán. Múlt-Kor, 2020 ősz, 124–126.
- Gyuri bácsi varjút süt. Mindennapok a régi Margit-szigeten. Múlt-Kor, 2020 tél, 124–126.
- A Páristól a Három Hollóig. Ady Endre budapesti vendéglátóhelyeken. Zeke Zsuzsa szerk.: Talán semmi, talán minden. Ady Endre és Boncza Berta pesti otthona. Petőfi Irodalmi Múzeum, Budapest, 2020., 45−57.
- Szarvashajsza a Terézvárosban. Erzsébet királyné belvárosi vadászkalandja. Múlt-Kor, 2021 tavasz, 202–206. (Keppel Csillával)
- Kumibri, az életmentő vízibüfés. A „kapitén”, aki a Dunán csónakázók éhségét csillapította. Múlt-Kor, 2021 nyár, 172–174.
- Itt a szép, itt a jó, itt a parázs gesztenye! Ismerős illatok a régi idők utcáiról. Múlt-Kor, 2021 ősz, 142–144.
- Rugalmas gyomorkapacitás szükségeltetik. Vacsoraversenyek az 1930-as évek Budapestjén. Múlt-Kor, 2021 tél, 172–174.
- Hosszú, félbarna vagy pikfek? Italok a kávéházban. Cserna-Szabó András és Fehér Renátó szerk.: A hévízi hajószakács. Kortárs gasztroirodalmi antológia. Cser Kiadó, Budapest, 2021, 260–270. (Eredetileg Hévíz, 2017.)
- Datolyahab a tortán. Magyar főnemesi szakácskönyvek a 17–20. században. Magyar Konyha, 2021. december, 54–58.
- Bel-budai kortyok, morzsák – vendéglátástörténeti kalandozás a Vízivárosban és az Országúton. Eőry Áron et al. szerk.: Széna tér. Fejezetek egy megkerülhetetlen tér történetéből. Budapest Főváros II. kerületi Önkormányzat, Bp. 2021, 24–36.
- Óriás vizák a Mártírok útján. A Duna egykori halcsodái. Múlt-Kor, 2022. tavasz, 142–144.
- Régi vásáraink „etető intézetei”. Lacikonyhák és társaik. Múlt-Kor, 2022. nyár, 122–124.
- Fölpiperézett pórleányok rekedt sípládával. Régi budai szüretek. Múlt-Kor, 2022. ősz, 124–126.
- A hely, ahol magyar volt minden. Karikás Mihály és a Kis Pipa. Múlt-Kor, 2022. tél, 124–126.
- Kispipa, Halászcsárda, Menta. Egy budai vendéglő metamorfózisai. Honismeret 2022. 1., 85–95.
- Egy biztos: hogy semmi nincs úgy. Bolyongás fotó-, város- és kávéháztörténetben. Kovács Ida–Sidó Anna szerk.: Museum super omnia. Tanulmányok E. Csorba Csilla születésnapjára. PIM, Budapest, 2022, 169–175.
- Vendéglátás a körúton. N. Kósa Judit: Nagykörút. Történelmi séta Pest főutcáján. Városháza Kiadó, Bp. 2022., 115–153.
- A csíki klastrom szakácskönyvének rejtelmei. Saly Noémi – Gyarmati Zsolt szerk: Ferencesek főztje. Szakácskönyv Csíksomlyóról az 1690-es évekből. Csíkszereda Kiadóhivatal – Tortoma Könyvkiadó, Barót, 2022, 13–119.
- Mennyország a pesti menzán. Zilahy Ágnes és egyetemista kosztosai. Múlt-Kor, 2023 tavasz, 140–142.
- Kétezer adagos takaréktűzhely. A királyi konyha és a maradékok sorsa. Múlt-Kor, 2023 nyár, 140–142.
- Diéta, az nem volt. Arany Jánosék margitszigeti ebédei. Múlt-Kor, 2023 ősz, 140–142.
- Csigacsinálás és francia pezsgő. Lakodalmi étkezési szokások falun és városon. Kiss Erika – Orgona Angelika – Simonovics Ildikó (szerk.): Magyar Menyasszony. Tanulmányok. Magyar Nemzeti Múzeum, Budapest, 2013, 623–647.
- Díjnyertes tömecs-hurka, avagy a téliszalámi hazai előélete. Múlt-Kor, 2023 tél, 124–126.
- A mennyei kókonya. Megszentelt húsvéti ételünk. Múlt-Kor, 2024. tavasz, 124–126.
- Vén szederfák árnyékában. Múlt-Kor, 2024. nyár, 124–126.
- Borecettel kevert finomság. A mustár ezer arca. Múlt-Kor, 2024. ősz, 154–156.
- Kelet és Nyugat találkozása az asztalon. Töltött káposztánk kezdetei. Múlt-Kor, 2024. tél, 124–126.
- Tavaszi miskulanciák. Salátakavalkád a XVI. századból. Múlt-Kor, 2025. tavasz, 124–126.
- Főz-e lecsót, Zsuzsika? Minimálból csúcsteljesítmény. Múlt-Kor, 2025. nyár, 124–126.

### Esszé, kispróza
- Célfekete alsó széle közepe (esszé) Élet és Irodalom, 1997. május 9. 8.
- Jószágosdi; Az öreg kétfedeles, plusz holdsütés; Vasárnapi kalauz (kisprózák) Pompeji, 1997. 4. 136–148.
- Conservo (esszé) Replika 30 (Késő modern), 1998. június, 25–32.
- Pótlapok a Tata-naplóhoz (esszé) Új Forrás, 1998. november, 21–25.
- Nő a kocsmában (esszé) Üzenet (Szabadka), 1998. november, 46–51. http://tabananno.blogspot.hu/2009/11/saly-noemino-kocsmaban.html
- Város, polgár, kávéház (esszé) A Magyar Hírlap „Kávéházi kalauz” melléklete, 2000. május 30. 4–5.
- Olaj, só, citrom (esszé) Alibi 1 (Étel-ital), 2001. 1. 225–229.
- Kerek asztal, törzsvendégek (esszé) Európai utas, 2002. április, 67–73. https://web.archive.org/web/20090109023401/http://www.hhrf.org/europaiutas/20021/19.htm
- Fürdők, kurvák, Tabán (esszé) Alibi 4. (Fürdő), 2003. 1. 194–201.
- Libajáték (novella) Alibi 5. (Urak, dámák), 2003. 2. 154–159.
- Előszó A régi Magyarország képeslapokon c. albumhoz. Osiris, 2004, 5–6.
- Hűlt hely (esszé) Magyar Napló, 2004. december, 54–55.
- Valamely csapszéket feltalálni (esszé) Magyar Napló, 2005. január.
- Gyula úr köténykében s egyéb intimitások (esszé) Magyar Napló, 2005. február.
- Ha túléljük ezt a marhaságot. Alibi 8. [2006] (Tilos), 128–131.
- Gyerek, gyertyafénynél. Litera 2006. november 11.
- Többnyire nagyon egyszerű… (Családtörténet) Napút 2007. 1. 3–7.  Archiválva 2013. május 25-i dátummal a Wayback Machine-ben
- Nevelők, növelők (Ilia tanár úr köszöntése) Ex-Symposion 2007/59, 50–54.
- Lassú, végtelen lassú. Alibi 10. (Sziget) 115–117.
- Disznóból legjobb a vad. Alibi 11. (Disznó) 133–137.
- Böske levele. Kortárs 2012. 12. 29–31. https://web.archive.org/web/20140714160606/http://www.kortarsonline.hu/2012/12/arch-boske-levele/13860
- 12 példabeszéd a Litera irodalmi folyóiratban, 2014-15. (Kötetben Ab Ovo, 2015)
- A legegyszerűbb zöldségleves. Bozsik Péter szerk.: Fortyogó fazék. 25 író több mint 25 receptje és története. Tempevölgy, 2022, 29–33.
- My Grandmother and Béla. Pages from a Photo Album. The Continental, Winter 2022, 22–29. (ford. Austin Wagner)
- Café of Eternal Light. The Continental, Spring 2023, 160–166. (Ford. Thomas Cooper)
- Öt kis szöveg a Várospillanatok című kötetben (szerk. Kincses Károly és Szegő János), Városháza Kiadó 2023., 18–27.
- Square Spheres in the Bustle at the Turkish Emperor. The Continental, Autumn 2023, 168–176. (Ford. Thomas Cooper)

### Fordítások (teljes könyvek)
- DESCOLA–LENCLUD–SEVERI–TAYLOR: A kulturális antropológia eszméi. Budapest, 1993, Osiris–Századvég
- ELIADE, Mircea: A vallási hiedelmek és eszmék története I. A kőkorszaktól az eleusziszi misztériumokig. Osiris, Budapest, 1994
- ELIADE, Mircea: A vallási hiedelmek és eszmék története II. Gautama Buddhától a kereszténység győzelemre jutásáig. Osiris, Budapest, 1995
- ELIADE, Mircea: A vallási hiedelmek és eszmék története III. Mohamedtől a reformációig. Osiris, Budapest, 1996 (+ mindhárom kötet név- és tárgymutatója) (A három kötet egyben: Osiris, 2006)
- COMTE-SPONVILLE, André: Kis könyv a nagy erényekről. Osiris, Budapest, 1998
- ELIADE, Mircea: Misztikus születések. Tanulmány néhány beavatástípusról; Európa, Bp., 1999
- SIRAT, Colette: A zsidó filozófia a középkorban a kéziratos és nyomtatott szövegek alapján; Logos, Bp., 1999 (Historia diaspora)
- MAUSS, Marcel: Szociológia és antropológia. Osiris, Budapest, 2000
- VAJDA, Georges: Kutatások a filozófiáról és a kabbaláról a középkori zsidó gondolkodásban; Logos, Bp., 2000 (Historia diaspora)
- LÉVI-STRAUSS, Claude: Strukturális antropológia I. Osiris, Budapest, 2001 (+ tárgymutató)
- ELIADE, Mircea: A samanizmus. Az eksztázis ősi technikái. Osiris, Budapest, 2001 (+ tárgymutató)
- VAJDA, Georges: Bevezetés a középkori zsidó gondolkodásba. Logos, 2002 (+ tárgymutató)
- SACCHET, Emmanuelle – BIART, Françoise: Budapest éjféltől éjfélig. Helikon, 2005
- ELIADE, Mircea: Mítoszok, álmok és misztériumok. Cartaphilus, 2006

### Kiállítások
- Budapest nagykávéház. Ernst Múzeum, 2001. november 25. – 2002. január 13. (Gönczi Ambrussal és Juhász Gyulával)
- Café?! – Változatok és változások. (Zeke Gyulával.) Magyar Kereskedelmi és Vendéglátóipari Múzeum, 2007. február 15. – 2007. május 10.
- Utasellátó 60. (Harmati Gáborral) Magyar Kereskedelmi és Vendéglátóipari Múzeum, 2008. december 16. – 2010. december 31.
- A fekete leves – a kávéfőzés története. Magyar Kereskedelmi és Vendéglátóipari Múzeum, 2010. április 23. – 2010. november 25. (Vámos Évával, MMKM) 2014 januárjáig megjárta Csíkszeredát, Gyergyószentmiklóst, Székelyudvarhelyt, Sepsiszentgyörgyöt, Marosvásárhelyt és Szatmárnémetit, majd Keszthelyt, Győrt és Debrecent.
- „Nekem soha nem volt otthonom…” Krúdy Gyula budapesti életének színterei. Állandó kiállítás, Magyar Kereskedelmi és Vendéglátóipari Múzeum, 2011-től
- A Royal / Corinthia szálloda története. Állandó tablókiállítás a szállodában, 2013 tavaszától
- A Britannia / Béke szálloda története. Állandó tablókiállítás a szállodában, 2013 tavaszától
- „Gyönyörű kocsmai csend” – a 80 éve lebontott Tabán emlékezete. Magyar Kereskedelmi és Vendéglátóipari Múzeum, 2013. november 8. – 2014. március 2.
- A Mátyás Pince története. Állandó tablókiállítás az étteremben, 2014 tavaszától
- Vendéget látni, vendégnek lenni. Állandó kiállítás (Németh Szandrával). Magyar Kereskedelmi és Vendéglátóipari Múzeum, 2014. december 10-től
- A Hungária / Szabadság szálloda története. Állandó tablókiállítás a szállodában, 2015 tavaszától
- Az ember barátokat akar – a kávé csak ürügy. Tablókiállítás a milánói világkiállításon, 2015 május
- Szerzetesek asztalánál. Magyar Kereskedelmi és Vendéglátóipari Múzeum, 2015. december 9. – 2016. június 26; Majk és Pásztó után 2017 tavaszától 2017 őszéig a Tihanyi apátságban, majd Gyergyószentmiklóson és Székelyudvarhelyen vendégeskedett, 2018 novemberétől 2019 áprilisáig Csíkszeredában, 2019 áprilisától nyár végéig Sepsiszentgyörgyön, végül szeptembertől decemberig Marosvásárhelyen volt látható.
- Az Ínyesmester. Magyar Elek emlékezete. Magyar Kereskedelmi és Vendéglátóipari Múzeum, 2017. december 8. – 2018. április 1.
- Gellért 100. Magyar Kereskedelmi és Vendéglátóipari Múzeum, 2018. szeptember 27. – 2019. március 3. (Csak a tablókból a Gellért Szállodában is készült egy kicsinyített változata.)
- Krisztinaváros anno… Tér-Kép Galéria, 2018. december 12. – 2019. február 16.
- A napsütötte Tabán. Akvarellek, pasztellek az 1920–30-as évekből. Lájer Verával. 2019. június 26. – augusztus 31. Virág Benedek Ház
- Szent Katalin és az ő Tabánja. A tabáni templomról és környékéről. 2019. november 24. – 2020. január 31. Virág Benedek Ház
- Jó lesz a bólesz. Zsidó étkezéskultúránk a török hódoltságtól 1945-ig. Körner Andrással és Tóth Helgával. 2022. április 21. – november 27. Magyar Kereskedelmi és Vendéglátópari Múzeum
- Ami ezen a Földön történik, itt történik… Budapest régi kávéházai. 2023. június 15. – augusztus 31., Kiek in de Kök Múzeum – Tallinni Városi Múzeum – Liszt Intézet, Tallinn
- Ami ezen a Földön történik, itt történik… Budapest régi kávéházai. 2025. április 11. – április 25. A kijivi Magyar Nagykövetség szervezésében, Kijiv, Kupidon Kávéház

### Filmek, videók, podcastok
- Vilma néni Budapestje. Dokumentumfilm (Dér Andrással és Zeke Gyulával) 55 perc. Forum Film Alapítvány. Bemutató: 1998. február 7.
- Budapest nagykávéház. A kiállítás zenés melléklete, 60 perces CD (szerkesztés). A Jazz Oktatási és Kutatási Alapítvány közreműködésével, 2001
- Otthonod, a kávéház. Négyrészes tévéfilmsorozat forgatókönyve (rendezte: Csukás Sándor), 2006
- Békebeli Budapest. Kocsis Tibor dokumentumfilmje (konzulensi közreműködés), 2016
- A tabáni Hoser órásdinasztiáról (előadás, Óbudai Egyetem Órás konferencia), 2014, https://www.youtube.com/watch?v=dICuQW0kMb4
- Főúr, fizetek! Gödöllői kávéházi esték Péterfi Csabával, énekel Buka Enikő, 2014
- Példabeszédek. Beszélgetés Pataki Judittal, az Ab Ovo kiadó vezetőjével, Írók Boltja, 2016, https://www.youtube.com/watch?v=NeRI0VqvDaA
- Társas élet és kávéházi kultúra Magyarországon. Előadás a KépMás estek sorozatban Újpalotán, 2017
- A Tabán tündöklése és bukása (előadás a Mindenki Akadémiáján), 2018
- Kis beszéd a tabáni sport- és szabadidőpark átadásán, 2020 nyár
- Hatszáz tojás, egy se görbe. Cserna-Szabó Andrással beszélget, 2020
- Kávéházak a zsidónegyedben. Előadás a Csányi u. 5.-ben, 2020
- Gasztronómiai anyanyelvünk. Szamárpad, 2021
- Bóta Café – Saly Noémi 2020
- Nagyanyáink praktikái I. Beszélgetés Czető Bernát Lászlóval, Tabán
- Nagyanyáink praktikái II. Beszélgetés Czető Bernát Lászlóval, Tabán
- Úri utcai beszélgetések – Saly Noémi 2021
- A botanikától a lelki tanácsokig. Képmás-est Kölnei Líviával, https://www.youtube.com/watch?v=-9SIUSfzjMo&ab_channel=K%C3%A9pm%C3%A1smagazin
- Fuga, Mikrokozmosz, 2021
- Körbe-körbe Budapesten. 12 részes előadássorozat a Csányi5 videócsatornáján 2021–2022, innen indulva mind megtalálható:
- Mit ettek a majki remeték? Sárossy Péterrel közös előadás, Fuga Örök-Zöld Klub, 2022
- Klubrádió, Dobszerda Váradi Júliával, 2023. október 11, https://www.youtube.com/watch?v=szqa1eTl1Ms&ab_channel=Klubr%C3%A1di%C3%B3
- Az Ínség Zavara, Partizán sorozat https://www.youtube.com/playlist?list=PLiQ1IThs1NNPSDD93Y5Lw-PSprgkTSq-a
- Finn halászlé, mákos guba. Partizán, 2023. december, https://www.youtube.com/watch?v=qlxiYUbdSjw&ab_channel=Partiz%C3%A1n
- Igaz történetek (Heller Gábor podcastja, 2024. szeptember 24.) https://www.youtube.com/watch?v=HU68toOK_4g&ab_channel=Igazt%C3%B6rt%C3%A9netekPodcast
- Sorsok a receptkönyvből. Az élet meg minden (Tóth Szabolcs Töhötöm podcastja, 2024. szeptember 30.) https://www.youtube.com/watch?v=7xp68Bk6UUk&ab_channel=Az%C3%A9letmegminden
- Csakugyan! (Bandl Vera podcastja Krúdyról, a Józsefvárosról, 2024 november) https://www.youtube.com/watch?v=bMk6icG14I0&ab_channel=J%C3%B3zsefv%C3%A1ros%C3%9Ajs%C3%A1g
- Elveszett világ Budapesten - Szelfi Saly Noémivel. Szabad Európa, Fazekas Pálma podcastja, 2024 november, https://www.youtube.com/watch?v=MTG43PAB3cI&ab_channel=SzabadEur%C3%B3pa
- Legendák, karakterek, kávéházak Saly Noémi új könyvében (Euronews, Ács Gábor podcastja, 2024. december 6.) https://hu.euronews.com/video/2024/12/06/podcast-saly-noemi-konyv-az-en-pestem-budapest-kavehaz
- Partizán: Kéri, Pásztor, Saly, Verebes: karácsonyi kerekasztal visszatérő vendégekkel. 2024. december 26. https://www.youtube.com/watch?v=kuklR4EadwE&ab_channel=Partiz%C3%A1n
- A tudománynak nem kell olyannak lennie, mint egy zsák fűrészpornak... (Buksó, Nyáry Krisztián podcastja, 2025. március 25.) https://24.hu/kultura/2025/03/25/podcast-bukso-saly-noemi-nyary-krisztian-budapest-kavehazak/
- Filéző podcast, konyhai őselemek. Beszélgetések Tóth Szilárd séffel és Szabó Adrienn dietetikussal. https://24.hu/24-podcast/podcast-filezo_24hu/
- A Se nem Buda, se nem Pest könyvbemutatója Katona Csaba történésszel, FUGA, 2025. június 3. https://www.youtube.com/watch?v=dW50sCTISTA&ab_channel=fugabudapest
- Vendégünk: Saly Noémi. Katolikus Rádió, 2025. június 11. https://www.katolikusradio.hu/musoraink/adas/vendegunk-saly-noemi-irodalom-es-budapest-tortenesz-ket-konyvhetre-megjeleno-koteterol-kerdezzuk